# 917 (szám)
A 917 (római számmal: CMXVII) egy természetes szám, félprím, a 7 és a 131 szorzata.

## A szám a matematikában
A tízes számrendszerbeli 917-es a kettes számrendszerben 1110010101, a nyolcas számrendszerben 1625, a tizenhatos számrendszerben 395 alakban írható fel.
A 917 páratlan szám, összetett szám, azon belül félprím, kanonikus alakban a 71 · 1311 szorzattal, normálalakban a 9,17 · 102 szorzattal írható fel. Négy osztója van a természetes számok halmazán, ezek növekvő sorrendben: 1, 7, 131 és 917.
A 917 négyzete 840 889, köbe 771 095 213, négyzetgyöke 30,28201, köbgyöke 9,71531, reciproka 0,0010905. A 917 egység sugarú kör kerülete 5761,68093 egység, területe 2 641 730,705 területegység; a 917 egység sugarú gömb térfogata 3 229 956 075,2 térfogategység.